# 坦拿
坦拿，复数形式他拿念，是犹太教拉比哲人，他们的观点自公元10年至220年记录在《米书拿》中。他们主要生活在巴勒斯坦地区，整理了犹太教口述律法。他们的作品最终由犹大·哈-纳西在3世纪时整理成为《米书拿》。知名坦拿还有拉比阿奇巴。